# Ctenus kingsleyi
Ctenus kingsleyi är en spindelart som beskrevs av F. O. Pickard-Cambridge 1898. Ctenus kingsleyi ingår i släktet Ctenus och familjen Ctenidae. Inga underarter finns listade i Catalogue of Life.